# 旺文社
株式会社旺文社（おうぶんしゃ、英: Obunsha Co., Ltd.）は、1931年（昭和6年）に創業した教育専門の出版社。

## 概要
欧文社の名前で創業した当時から、『受験旬報』や、英語の問題集などの教育を主とした出版を手掛ける。
かつては学習研究社と双璧をなしていたが、少子化と受験環境の大きな変化に抗し得ず経営が悪化し、全国拠点の整理や、子会社株の売却等のリストラを実施した。その結果、数年間続いた赤字から脱却し経営再建に成功。新規事業の開拓と利益構造のさらなる改善をめざし、旺文社株の一部の売却を行い、売却先である三菱商事の協力を受けた。現在、三菱商事との提携は解消されている。
入試関連の雑誌や書籍の出版で有名だが、出版の他に生徒向けのテスト事業や各種資格検定事業も手がけている。かつては、『中一時代』〜『高二時代』といった、中高生向けの学年別雑誌も発行していたが、1991年に廃刊。現在、月刊誌は『螢雪時代』のみが出版されている。また、かつては、文化放送やラジオたんぱ（現・ラジオNIKKEI）で放送された『大学受験ラジオ講座』→『Jランド』→『アルシェクラブ　ITEMAEラジオ』などの提供会社でもあったが、番組自体は1996年3月に終了している。
あまり知られてはいないが、COMIC SEMINARという漫画レーベルやファミリーコンピュータのゲームソフト攻略本（FC必勝作戦メチャガイド・シリーズ）を刊行していたこともある。
最近はEラーニングを中心とするインターネット事業や幼児向け事業の拡大に力を入れている。

## 歴史

### 戦前
1931年（昭和6年）、赤尾好夫が東京・新宿で旧制高校受験生を対象にした学習参考書を発行するため、歐文社の社名で事業を開始したのが当社の創業である。翌1932年（昭和7年）、通信添削会を立ち上げ、機関誌『受験旬報』（現・『蛍雪時代』）を創刊する。
1940年（昭和15年）、受験旬報は月3回の発行が難しくなり、月刊に変更される。翌1941年（昭和16年）、正式に『蛍雪時代』と改題した。その翌年1942年（昭和17年）には、欧文社の「欧」の字を敵性語とみなした軍部の圧力で社名を現在まで続く旺文社に変更した。この頃、赤尾が自ら著者となった『英語基本単語熟語集』（通称『赤尾の豆単』）が刊行され、現在でも重版され続けるロングセラーとなった。

### 戦後
旺文社は戦後すぐに活動を再開し、『蛍雪時代』や『精講シリーズ』などを発行した。
1947年（昭和22年）、『蛍雪時代』は学制改革に対応、新制高校の全学年を対象とする大学受験総合誌へと生まれ変わった。
1949年（昭和24年）には、『蛍雪』の姉妹誌として新制中学校の全学年を対象にした『中学時代』が創刊。旺文社はビジネスの幅を中学生にも広げた。一方、小学館が『中学生の友』、設立間もなかった学習研究社は『中学コース』で対抗、激しい販売競争が繰り広げられる。
1950年（昭和25年）、それまでNHKが独占していた放送事業が民間にも開放されることが決まる。旺文社は民放の公共性重視という世論を利用して、放送事業に積極的に進出。首都圏AMラジオ第2局日本文化放送協会（NCB、現・文化放送）の設立に関わった。この時、赤尾が自らNCBに持ち込んだ企画が、『大学受験ラジオ講座』であった。1952年（昭和27年）3月31日、NCBは開局し、同時にラジオ講座の放送が始まった。旺文社はラジオ講座のテキストを発行し、『蛍雪時代』と合わせて受験生のフォローアップをする体制を整えた。
1955年（昭和30年）には、大学受験を希望する高校生に現在の実力や志望校合格の可能性といったデータを提供するため学校単位で行わせる国内初の集団模試、『大学入試模擬試験』（後の旺文社模試）がスタートする。当時はまだ競合相手となる『進研模試』（福武書店。現・ベネッセコーポレーション）がなく、後に『全統模試』を手掛ける予備校最大手の河合塾も名古屋市内にしか拠点のないローカル事業者だったため、旺文社模試は生徒や学校の信頼を集めた。
翌1956年（昭和31年）、『中学時代』『高校時代』が学年別に細分化される。これにより、『蛍雪』は高校3年生と浪人生を対象にした受験に直結する雑誌へと変化した。これを見た小学館と学研も学年別編集に移行するが旺文社は一歩リードしていた。

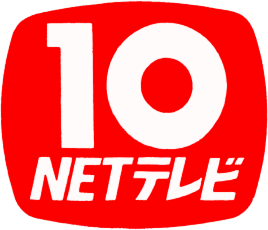
NETテレビのロゴ
（1960年-1977年）

1957年（昭和32年）、外郭団体として日本英語教育協会（現・日本英語検定協会通信教育部）が設立される。赤尾は大学受験ラジオ講座に続いて、広く一般に向けた放送メディアによる英語教育の可能性を探っていて、『百万人の英語』の企画をNCBの後継となった文化放送に持ち込んだ。英教はこの番組を実現するため、旺文社が中心となって設立されたものである。またこの年、日本経済新聞、東映などと共同出資で、教育専門局であるテレビ局日本教育テレビを設立、1959年（昭和34年）、放送を開始した。同局は翌1960年（昭和35年）には、"NETテレビ"に呼称を変え、1973年（昭和48年）総合放送局に移行。1977年（昭和52年）、朝日新聞社の傘下に入ったことから正式社名を全国朝日放送（ANB）、通称テレビ朝日と改めた。
1963年（昭和38年）、英教に続く2つ目の外郭団体として日本英語検定協会が設立され、実用英語技能検定が開始された。旺文社は現在に至るまで英検の様々な問題集や受験参考書を販売し、全盛期を迎えた。同年、小学館は『中学生の友』を廃刊。女子向けの『女学生の友』（後の『プチセブン』→『Pretty Style』）に集中することになった。
1955年から旧本社ビル内で「出版文化センター」を運営し、グーテンベルク聖書などの貴重書を展示・保管していたが、1965年3月に火災により1万点の資料を失っている。

### 昭和後期
折しもこの頃は、団塊世代が大学進学を控えており、旺文社の高校生向け参考書は飛ぶように売れた。1968年（昭和43年）には、英検が旧文部省（現文部科学省）の認定を獲得。英検受験参考書がビジネスの柱に成長、大学生や社会人など幅広い層へ急速に浸透した。
しかし、旺文社は戦前に手掛けた通信添削から一時撤退していたため、この頃になると後発他社に押され始めるようになる。1961年（昭和36年）に増進会出版社が対象を難関大学受験生に絞り込んだ『Z会の通信添削』を立ち上げ、1969年（昭和44年）、福武書店が『進研ゼミ』で追随。これを見た旺文社も通信添削に再参入、『旺文社ゼミ』をスタートさせた。
1972年（昭和47年）には、河合塾が『全統模試』をスタートさせ、旺文社模試の市場独占が崩れる。これをきっかけに予備校模試の競争が激化（代ゼミ模試、駿台模試など）。その一方で福武書店も『進研模試』を立ち上げて旺文社の得意としていた学校集団模試に参入、旺文社模試は一気にシェアを落としていった。
1976年（昭和51年）頃からは、中高生向けとは逆に小学館と学研が市場を寡占していた小学生向け学年別学習誌に参入しようとする。しかし、人気漫画の『ドラえもん』を持っていた小学館と、『科学と学習』で売り上げのピークを迎えようとしていた学研の牙城を切り崩すことができず、手懸けた高学年向けの3誌が軒並み2年以内に休廃刊。旺文社の試みは失敗に終わった。
1985年（昭和60年）、創業者の赤尾好夫が亡くなり、子息の赤尾一夫が第2代社長として旺文社を継いだ。

### 平成初期
昭和末期から平成にかけては、第2次ベビーブーム世代の大学進学が控えており、旺文社の参考書売り上げは一時持ち直した。ほぼ時を同じくした1987年（昭和62年）、英検5級が新設。この普及のため、旺文社と英教が連携してテレビ番組『早見優のアメリカンキッズ』をスタートさせた。

しかし、この頃には模試がすっかり鳴りを潜め、通信教育の旺文社ゼミも福武書店などの同業他社のダイレクトメール営業に押され業績を伸ばせなくなっていた。加えて第2次ベビーブーム世代の進学が一巡した後の本格的な少子化に向けた対応が遅れていた。
1991年（平成3年）、『中1』『中2』『中3』に分かれていた中学生向け雑誌を再統合、『高校合格』とする。高校向けは『高1時代』『高2時代』を廃刊、『蛍雪』は再び高校全学年に対応する雑誌となった。だが『高校合格』は売り上げを伸ばすことができず、わずか2年で廃刊に追い込まれる。
1992年（平成4年）には、ラジオで35年間続いた『百万人の英語』が打ち切られ、『アメリカンキッズ』に一本化される。
1993年9月には、ノーマン・フォスター設計の旺文社本社ビル2棟が矢来町に竣工したが、『アメリカンキッズ』は1994年（平成6年）4月改編で打ち切りとなる。

同じ頃、『大学受験ラジオ講座』は平日の放送を取りやめ、週末の長時間放送に移行したところ文化放送で一般聴取者の離反を招き、旺文社は受験産業多様化への対応が難しいと判断して1995年（平成7年）4月改編で43年間の歴史の幕を下ろさせた。
『ラジオ講座』はラジオたんぱ（現・ラジオNIKKEI）が系譜を受け継いで『大学合格ラジオ講座』にリニューアルしたが、旺文社は1960年代から70年代にかけての貯金を使い果たす寸前まで追い込まれていた。1987年から1991年にかけてセンチュリータワーの不動産事業を実施。1998年、矢来町の本社建物は、アディダスジャパン株式会社に明け渡す形で転出。
1999年（平成11年）4月改編で、『大学合格ラジオ講座』も終了し、50年近く続いたラ講の系譜が途切れた。
2000年（平成12年）度限りで、旺文社模試と旺文社ゼミを事業終了。続いて翌2001年（平成13年）、保有していた文化放送とテレビ朝日の株式を全て売却、得た資金で累積赤字を解消した。さらに、三菱商事を相手とする第三者割当増資を仕掛け、支援体制を確立。旺文社は倒産の危機から立ち直った。またこれと前後して、赤尾家名義で所有していたフジテレビ（現・フジ・メディア・ホールディングス）の株も売却された（後述）。

### 平成中期以降
2006年（平成18年）、赤尾一夫が58歳で死去。一夫の弟の赤尾文夫が第3代社長に就任した。文夫は折からの公益法人制度改革の流れに乗って、主要な事業を失っていた英教を英検に合併させて解散するという実績を残した後、2012年（平成24年）1月に退任。第4代社長生駒大壱が、会社創業以来82年目で初めて赤尾家以外から社長に選ばれた。
2015年（平成25年）、「学校では教えてくれない大切なこと」シリーズ初発行。

### 令和以降
2021年（令和3年）12月、生駒大壱が第4代代表取締役社長を退任し、代表取締役会長に就任。粂川秀樹が第5代代表取締役社長に就任。
2025年（令和7年）4月、赤尾文夫が74歳で死去。

## 学校では教えてくれない大切なことシリーズ
全40巻（2022年6月現在）
1. 整理整頓 2015年7月発売
2. 友だち関係〜自分と仲良く〜 2015年7月発売
3. お金のこと 2015年7月発売
4. ステキになりたい 2015年11月発売
5. かっこよくなりたい 2015年11月発売
6. 友だち関係〜気持ちの伝え方〜 2015年11月発売
7. 物の流れ 2015年11月発売
8. 時間の使い方 2016年4月発売
9. ルールとマナー 2016年4月発売
10. 身近な危険〜防災と防犯〜 2016年7月発売
11. 友だち関係〜考え方のちがい〜 2016年7月発売
12. ネットのルール 2016年7月発売
13. 勉強が好きになる 2017年2月発売
14. 自信の育て方 2017年2月発売
15. 数字に強くなる 2017年2月発売
16. 考える力の育て方 2017年7月発売
17. 夢のかなえ方 2017年7月発売
18. からだと心 2017年7月発売
19. 楽しくお手伝い 2018年2月発売
20. 英語が好きになる 2018年2月発売
21. 感心の育て方〜センスをみがく〜 2018年2月発売
22. 本が好きになる 2018年7月発売
23. 文章がうまくなる 2018年7月発売
24. 言葉の力〜語彙で広がる世界〜 2019年3月発売
25. プログラミングって何？　〜IT社会のしくみ〜 2019年3月発売
26. 研究って楽しい〜探究心の育て方〜 2019年3月発売
27. 発表がうまくなる〜スピーチからプレゼンテーションまで〜 2019年7月発売
28. 日本のこと〜伝統、文化、風習〜 2020年2月発売
29. AIってなんだろう？〜人工知能が拓く世界〜 2020年2月発売
30. 音楽が楽しくなる 2020年7月発売
31. 地球ってすごい 2020年9月発売
32. 災害を知る 2020年9月発売
33. お金が動かす世界 2021年3月発売
34. 図工が楽しくなる 2021年3月発売
35. 科学っておもしろい 2021年7月発売
36. 考える力の育て方〜論理的な考え方〜 2021年7月発売
37. 続ける力 2022年3月発売
38. 小学生の何でもお悩み相談室 2022年3月発売
39. 知っておきたい法律 2022年6月発売
40. 勉強は役に立つ〜大人になって困らないために〜 2022年6月発売

## 発行雑誌
- 螢雪時代
- 全国大学入試問題正解

## 廃刊した発行雑誌
- 小学時代
- 小4時代（1978年創刊）
- 小学時代5年生（1977年） - 1978年1月号から「小5時代」に改題。第1巻第9号で休刊。
- 小学時代6年生（1976年 - 1977年） - 1978年1月号から「小6時代」に改題。第3巻第9号で休刊。
- 中学時代 （1949年 - 1956年） ⇒ 3誌に分割
  - 中学時代一年生（1956年 - 1964年） ⇒ 中一時代（1964年 - 1983年） ⇒ 中一時代13（1983年 - 1986年） ⇒ 中1時代（1986年 - 1991年）
  - 中学時代二年生（1956年 - 1964年） ⇒ 中二時代（1964年 - 1983年） ⇒ 中二時代14（1983年 - 1986年） ⇒ 中2時代（1986年 - 1991年）
  - 中学時代三年生（1956年 - 1964年） ⇒ 中三時代（1964年 - 1983年） ⇒ 中三時代15（1983年 - 1986年） ⇒ 中3時代（1986年 - 1991年）
- 高校合格 （1991年 - 1993年）
- 高校時代 （1954年 - 1964年） ⇒ 「高一時代」に改題、「高二時代」を派生
  - 高一時代 （1964年 - 1991年）
  - 高二時代 （1964年 - 1991年）
- 時の窓 （1958年 - 1960年） - 月刊誌
- 週刊テレビ時代 （1960年） - 日本における最初のテレビ情報誌、5ヶ月（第22号）で「時の窓」と合併
- 時 （1960年 - 1969年） - 月刊誌
- OMNI 日本語版（1982年 - 1989年）

## 辞典・辞書
- 旺文社国語辞典
- 旺文社古語辞典
- 旺文社全訳古語辞典
- 旺文社全訳学習古語辞典
- 旺文社高校基礎古語辞典
- 旺文社漢和辞典
- 旺文社漢字典
- 旺文社新英和中辞典
- 旺文社和英中辞典
- 旺文社レクシス英和辞典
- オーレックス英和辞典
- オーレックス和英辞典
- ポケットコンプリヘンシブ英和辞典
- ポケットコンプリヘンシブ英和・和英辞典
- コアレックス英和辞典
- カラーエポック英和辞典
- カラーエポック和英辞典
- サンライズクエスト英和辞典
- サンライズクエスト和英辞典
- オーロラ英和辞典
- オーロラ和英辞典
- ムーミンえいごじてん（絶版）
- ロワイヤル仏和中辞典
- プチ・ロワイヤル仏和辞典
- プチ・ロワイヤル和仏辞典
- ロワイヤル・ポッシュ仏和・和仏辞典
- 旺文社学芸百科辞典 エポカ（絶版）
- 旺文社教科別学習大辞典 ジュニアエポカ（絶版）

## 学習参考書
- 傾向と対策シリーズ

### 精講シリーズ
- 宇佐美光昭 『入門 英文問題精講 [3訂版]』
- 三浦淳一・戸澤全崇 『入門 英語長文問題精講 [改訂版]』
- 小池浩 『入門 英文法問題精講 [3訂版]』
- 澤全崇 『入門 英作文問題精講 [新装版]』

- 中原道喜 『基礎 英文問題精講 [3訂版]』
- 中原道喜監修 『基礎 英文問題精講 Brush-Up Test 60 [3訂版]』
- 中原道喜 『基礎 英文法問題精講 [3訂版]』
- 中原道喜 『基礎 英語長文問題精講 [改訂版]』
- 花本金吾 『基礎 英作文問題精講 [改訂版]』

- 原仙作・中原道喜 『英文標準問題精講 [新装5訂版]』（原の英標）
- 中原道喜監修 『英文標準問題精講 Brush-Up Test 80 [改訂版]』
- 原仙作・中原道喜 『英文法標準問題精講 [新装4訂版]』
- 原仙作・花本金吾 『和英標準問題精講 [新装5訂版]』
- 中原道喜 『英語長文問題精講 [新装版]』

- 神田邦彦 『現代文標準問題精講』
- 渡辺憲司他編著 『標準問題精講国語特別講義 読んでおきたいとっておきの名作25』

- 上園信武 『数学I・A基礎問題精講 [四訂版]』
- 上園信武 『数学II・B基礎問題精講 [五訂版]』
- 上園信武 『数学III基礎問題精講 [四訂版]』

- 麻生雅久 『数学I・A標準問題精講 [改訂版]』
- 亀田隆 『数学II・B標準問題精講 [改訂版]』
- 木村光一 『数学III標準問題精講 [改訂版]』

- 長崎憲一 『数学I＋A＋II＋B 上級問題精講』

- 石川晶康 『日本史B標準問題精講 [四訂版]』
- 松永陽子 『世界史B標準問題精講 [四訂版]』
- 赤松輝夫・斎藤績 『地理B標準問題精講 [五訂版]』
- 昼神洋史・金城透 『政治・経済標準問題精講 [三訂版]』

- 宇部史訓・島村誠 『物理[物理基礎・物理] 入門問題精講 [改訂版]』
- 鎌田真彰・橋爪健作『化学[化学基礎・化学] 入門問題精講 [改訂版]』
- 山下翠 『生物[生物基礎・生物] 入門問題精講 [改訂版]』

- 大川保博・宇部史訓 『物理[物理基礎・物理] 基礎問題精講 [三訂版]』
- 鎌田真彰・橋爪健作『化学[化学基礎・化学] 基礎問題精講 [三訂版]』
- 大森徹 『生物[生物基礎・生物] 基礎問題精講 [三訂版]』

- 中川雅夫・為近和彦『物理[物理基礎・物理] 標準問題精講 [五訂版]』
- 鎌田真彰・橋爪健作『化学[化学基礎・化学] 標準問題精講 [五訂版]』
- 石原將弘・朝霞靖俊・山下翠 『生物[生物基礎・生物] 標準問題精講 [五訂版]』
- 池田洋介 『数学Ⅰ・A 入門問題精講 [改訂版]』
- 池田洋介 『数学Ⅱ・B 入門問題精講 [改訂版]』
- 上園信武 『数学I・A基礎問題精講 [五訂版]』
- 上園信武 『数学II・B基礎問題精講 [六訂版]』
- 麻生雅久 『数学I・A標準問題精講 [四訂版]』
- 亀田隆 『数学II・B＋ベクトル問題精講 [四訂版]』
- 長崎憲一 『数学Ⅰ＋A＋Ⅱ＋B＋ベクトル 上級問題精講 [改訂版]』

### 研究シリーズ(全て絶版)
- 古瀬義則「英文法の研究」
- 吉田精一「国文の研究」
- 塩田良平「古文の研究」　＊「国文の研究」の差し替え
- 吉田精一「現代文の研究」
- 塩田良平・吉田精一「現代文の研究」　＊上記吉田精一単著の差し替え
- 大城富士男「作文の研究」
- 塩田良平「国文学史の研究」
- 旺文社（渡辺通訓)「国文法の研究」
- 戸田清「一般数学の研究」
- 森繁雄「解析〔Ⅰ〕の研究」
- 森繁雄「解析〔Ⅱ〕の研究」
- 河田龍雄「解析〔Ⅱ〕の研究」　＊上記森単著の差し替え
- 清宮俊雄「幾何の研究」
- 金原寿郎「物理の研究」（上・下）　＊のちに一冊
- 林太郎「化学の研究」
- 沼野井春雄「生物の研究」
- 松沢武雄ほか「地学の研究」（上・下）　＊改訂版から一冊
- 吉岡力「世界史の研究」
- 森末義彰「日本史の研究」
- 別枝篤彦「人文地理の研究」
- 川又昇「一般社会の研究」
- 川又昇「時事問題の研究」　＊昭和25年版から昭和３０年版
- 古瀬義則・岩田一男「英文法の研究」　＊上掲古瀬単著の改訂版
- 古瀬義則・岩田一男「英文解釈の研究」

## 旺文社文庫
1965年6月創刊から1987年まで、文庫本レーベルの旺文社文庫を刊行していた。内外の数多くの古典名作や純文学を中心に、旺文社らしい質の高いラインナップを揃えていた。当初は函入りで、全体に薄い黄緑色をしていた。別にハードカバーの特製版もあり、丈夫なため、町の図書館や学校の図書室などでよく見かけた。
表紙にはエジプトの象形文字とギリシャの神話の女神ペルセポネーがあしらわれている。
刊行が終了した時、当時は旺文社文庫でしか事実上入手不能な本も多かったため、『半七捕物帳』などに代表される人気作品のその後の出版権などを巡って、出版業界で騒動になった事でも知られる。
なお旺文社文庫で発行された赤尾 好夫の「若人におくることば」（ISBNコード : 9784017640015）がオンデマンド版として2021年現在も発売されており、旺文社文庫の唯一のものとなっている

## 放送系メディアとの関係
旺文社は民放の設立が認められた1950年代前半から、民放の公共性重視という世論を利用して、放送メディアによる教育の全国的普及に積極的に関与してきた。1990年代後半からの経営危機の際に多くの局で資本関係は解消されたが、その後も交流関係は維持されている。

### 文化放送
1952年、聖パウロ修道会が中心になって設立・開局したセントポール放送協会改め日本文化放送協会（NCB。現・文化放送）に対し、赤尾好夫が『大学受験ラジオ講座』の企画を持ち込んでスタートさせた（前述）。

1956年、日本文化放送協会は株式会社組織の文化放送に生まれ変わる。旺文社は筆頭株主となり、『ラ講』に続いて『百万人の英語』が企画を持ち込まれてスタートした。

その後、旺文社が軸になって同様に大株主となったテレビ朝日や後にテレ朝の親会社となる朝日新聞社との関係が強まり、本来の新聞系列であるフジサンケイグループ（産経新聞）の色合いが薄れていく。

### 日本短波放送
1954年（昭和29年）、日本経済新聞社が中心となって短波帯の周波数を使った全国一斉放送を実現する日本短波放送（NSB。現・ラジオNIKKEI）が設立されると、旺文社は少数株主として出資するとともに、ラジオ講座の全国放送化を実現するため放送枠を購入した。その後『百万人』も枠を購入して1992年（平成4年）10月の終了まで放送された。1970年代後半から90年代前半までは、ラジオ講座のフォローアップ番組『合格いっぽん道』も放送された。しかし日経や東京証券取引所（現・日本取引所グループ）といった他の大株主が強く、旺文社が追加出資して経営権を握ることまではできなかった。旺文社が文化放送・テレ朝株を売却した後も、日本短波や社名変更後の日経ラジオ社の株は保有を続け、上位10大株主に名を連ねている。
1995年（平成7年）、ラ講が打ち切られるとラジオたんぱは後継番組『大学合格ラジオ講座』を自局主導でスタートさせ、1999年（平成11年）まで続けた。

### テレビ朝日
テレビ朝日の前身である首都圏テレビ第4局日本教育テレビ（NET）の設立には、『ラ講』『百万人』の全国放送を請け負っていた日本短波放送や日経、さらには映画配給大手の東映とともに中心的な役割を果たし、開局直後の番組の中には『百万人』のテレビ版も存在した。

### フジテレビ
旺文社が文化放送の筆頭株主になったことで、NETテレビと同時に開局準備が進んでいた首都圏テレビ第3局富士テレビジョン（開局直前に社名変更して現・フジテレビジョン）にも影響力が及ぶことになった。1990年代には、赤尾家名義で発行済み株式の20%近いフジテレビ株を保有していたが、1997年（平成9年）の東証1部上場をきっかけに順次売却された。

### 日本テレビ系列
『早見優のアメリカンキッズ』は、テレビ朝日系列やフジテレビ系列ではなく日本テレビ系列で全国放送された。また制作もキー局の日テレではなく、中京テレビが担当した。

## その他
- 地図「まっぷる」シリーズや旅行ガイドブックなどを出版している昭文社とは社名が良く似ているため、間違えられやすい。これを逆手にとって2013年、2014年には両社の共同キャンペーン「昭文社×旺文社どっちがどっち!?キャンペーン」が行われている[15][16]。

- 同社は、過去の高校・大学の入試問題をPDFで保存し、出題傾向の分析などに用いてきていたが、紙による著作物を私的利用以外で電子保存することを禁じる著作権法に違反するとの指摘を受け、約4,000校分のデータを削除していたことが、2016年11月11日付の新聞報道で判明した[17]。

- 世界史DS・日本史DSは、2009年11月12日にIEインスティテュートより発売されているニンテンドーDS用コンピュータ教育ゲームス。